# Prezidentská rezidence Jižní Koreje
Prezidentská rezidence Jižní Koreje (korejsky: 대한민국 대통령실; přepis: Tehanminguk Tetchongnjongšil), dříve budova Ministerstva národní obrany, je od roku 2022 oficiálním sídlem prezidenta Jižní Koreje. Nachází se na adrese Itchewon-ro 22, Jongsan-gu v Soulu. Budova byla otevřena v listopadu 2003, její celková plocha činí 276 000 metrů čtverečních.

## Historie
Mezi lety 1966 a 1970 byla vystavěna původní budova, na místo které byla v roce 2003 vybudována nová. V budovách sídlilo Ministerstvo národní obrany. V roce 2022 se nově zvolený prezident Jun Sok-jol rozhodl přestěhovat prezidentské sídlo z Modrého domu do budovy Ministerstva národní obrany a Modrý dům otevřel veřejnosti.

### Související tránky
- Prezident Jižní Koreje
- Modrý dům (Soul)
- Jun Sok-jol
- Soul